# Jimmy Thomson
James Richard „Jimmy“ Thomson (* 23. Februar 1927 in Winnipeg, Manitoba; † 18. Mai 1991 in Toronto, Ontario) war ein kanadischer Eishockeyspieler, der im Verlauf seiner aktiven Karriere zwischen 1943 und 1958 unter anderem 850 Spiele für die Toronto Maple Leafs und Chicago Black Hawks in der National Hockey League auf der Position des Verteidigers bestritten hat. In Diensten der Toronto Maple Leafs gewann Thomson zwischen 1947 und 1951 insgesamt viermal den Stanley Cup. Darüber hinaus wurde der Verteidiger zweimal ins NHL Second All-Star Team berufen und nahm sieben Mal am NHL All-Star Game teil.

## Karriere

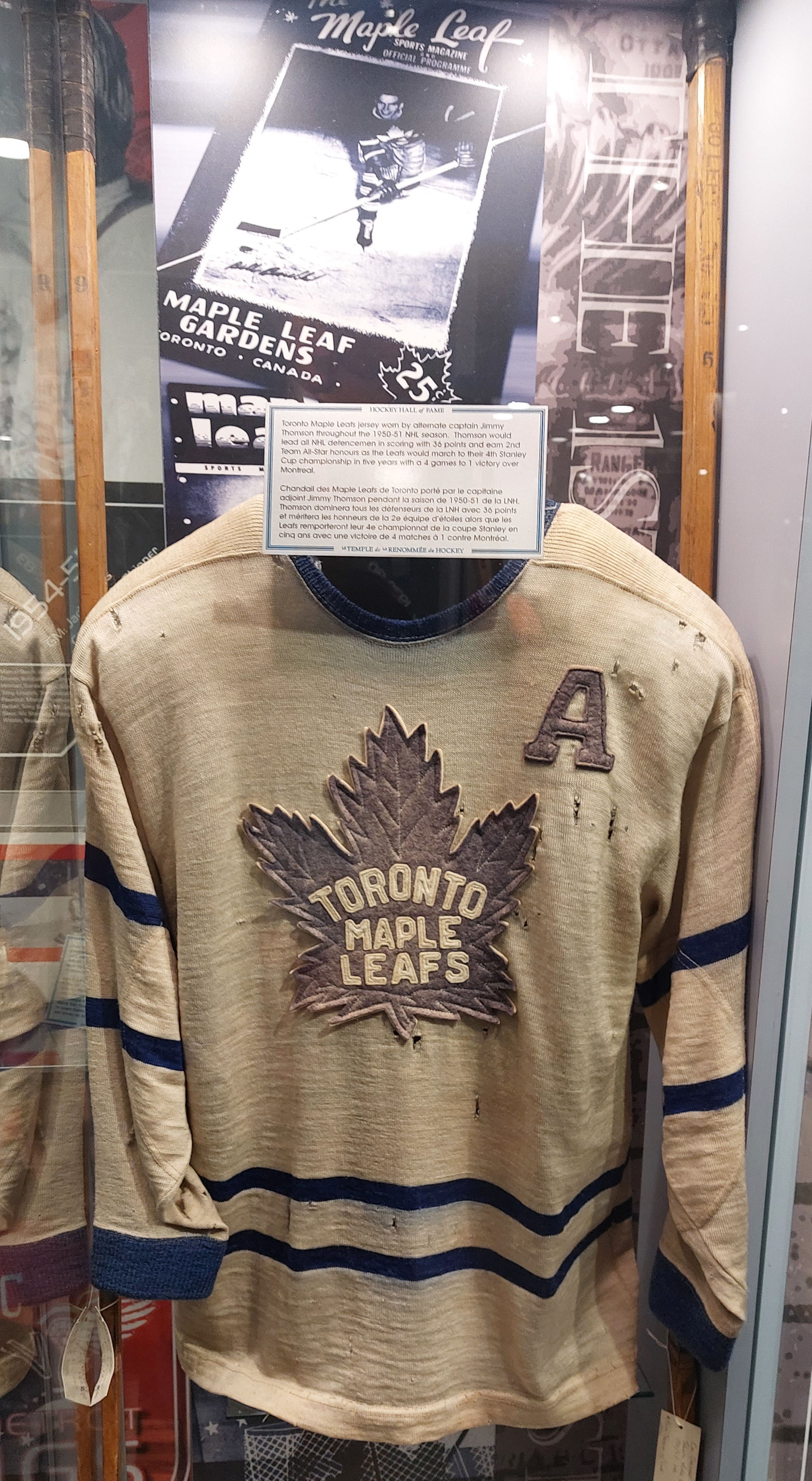
Trikot von Johnson in der Hockey Hall of Fame in Toronto

Thomson verbrachte seine Juniorenkarriere zwischen 1943 und 1945 bei den Toronto St. Michael’s Majors. Mit der Mannschaft gewann der Verteidiger im Jahr 1945 den Memorial Cup.
Nach seiner Zeit bei den Junioren verblieb Thomson in Toronto und unterzeichnete als Free Agent einen Vertrag bei den Toronto Maple Leafs aus der National Hockey League. Diese setzten ihn in seiner ersten Profisaison größtenteils bei den Pittsburgh Hornets in der American Hockey League ein. Ab der Saison 1946/47 war Thomson Stammspieler der Maple Leafs. In den folgenden Jahren kamen im insbesondere seine Qualitäten im Spielaufbau zugute, wodurch er großen Anteil an der Vormachtstellung Torontos in den späten 1940er- und frühen 1950er-Jahren hatte. In dieser Zeit gewann er mit dem Team zwischen 1947 und 1951 binnen fünf Spielzeiten insgesamt viermal den Stanley Cup mit der Mannschaft.
Der Abwehrspieler, der in der Spielzeit 1947/48 und den Stanley-Cup-Playoffs 1949 jeweils punktbester Spieler auf seiner Position war, verblieb insgesamt elf Spieljahre in Toronto. Während dieser Zeit wurde er sieben Mal zum NHL All-Star Game eingeladen und am Saisonende zweimal ins NHL Second All-Star Team berufen. Zudem fungierte er in der Saison 1956/57 zeitweise als deren Mannschaftskapitän. Im August 1957 kam Thomson Zeit in Toronto zu einem jähen Ende, als er an die Chicago Black Hawks verkauft wurde. Gemeinsam mit Ted Lindsay hatte er versucht eine Spielergewerkschaft zu gründen, wodurch er sich mit Torontos Präsident Conn Smythe überworfen hatte. In Chicago, die ebenfalls Lindsay, aber per Transfergeschäft verpflichtet hatte, spielte Thomson lediglich ein Jahr. Im Sommer 1958 beendete er im Alter von 31 Jahren seine aktive Karriere.
Thomson verstarb im Mai 1991 im Alter von 64 Jahren an den Folgen eines Herzinfarkts in seiner Wahlheimat Toronto.

## Erfolge und Auszeichnungen
| - 1945 Memorial-Cup-Gewinn mit den Toronto St. Michael’s Majors - 1947 Teilnahme am NHL All-Star Game - 1947 Stanley-Cup-Gewinn mit den Toronto Maple Leafs - 1948 Teilnahme am NHL All-Star Game - 1948 Stanley-Cup-Gewinn mit den Toronto Maple Leafs - 1949 Teilnahme am NHL All-Star Game - 1949 Stanley-Cup-Gewinn mit den Toronto Maple Leafs | - 1950 Teilnahme am NHL All-Star Game - 1951 Teilnahme am NHL All-Star Game - 1951 Stanley-Cup-Gewinn mit den Toronto Maple Leafs - 1951 NHL Second All-Star Team - 1952 Teilnahme am NHL All-Star Game - 1952 NHL Second All-Star Team - 1953 Teilnahme am NHL All-Star Game |

## Karrierestatistik
(Legende zur Spielerstatistik: Sp oder GP = absolvierte Spiele; T oder G = erzielte Tore; V oder A = erzielte Assists; Pkt oder Pts = erzielte Scorerpunkte; SM oder PIM = erhaltene Strafminuten; +/− = Plus/Minus-Bilanz; PP = erzielte Überzahltore; SH = erzielte Unterzahltore; GW = erzielte Siegtore; 1 Play-downs/Relegation; Kursiv: Statistik nicht vollständig)